# Tawuła van Houtte’a
Tawuła van Houtte’a (Spiraea × vanhouttei (Briot) Carrière) – gatunek krzewu z rodzaju tawuła i rodziny różowatych. Jest mieszańcem S. cantoniensis i tawuły trójłatkowej (S. trilobata).
Naturalne środowisko występowania: Europa, Azja. Rozłożysty, gęsty krzew o zwisających pędach, dorastający do 2,5 metrów wysokości i szerokości. Liście jajowate, ciemnozielone. Jesienią przebarwiają się na żółto-pomarańczowo. Kwiaty białe, drobne, zebrane w półkuliste baldachogrona kwitną na przełomie maja i czerwca obficie pokrywając krzew. Podczas kwitnienia krzew wygląda jakby był obsypany śniegiem. Krzew jest łatwy w pielęgnacji, bardzo wytrzymały na mrozy, o małych wymaganiach glebowych. Dosyć odporny na suszę oraz zanieczyszczone powietrze. Nie wymaga częstego nawożenia ani zabezpieczenia na zimę. Najobficiej kwitnie na stanowisku słonecznym.